# Јевсевије Поповић
Протојереј Јевсевије Поповић (1838 — 1922) био је професор историје Цркве на Богословском факултету у Черновицама (од 1875. до пензионисања 1908). Већину својих радова објавио је на румунском и немачком језику.
Међу најзначајнија дела Јевсевија Поповића спада Општа Црквена историја. Поред Опште Црквене историје (која представља скуп његових предавања студентима), значајнији су му радови:
- Историја систематског богословља са литературом, Черновице 1895 (на румунском);
- Оснивање Руске патријаршије 1589;
- Ο иконоборству 725-787;
- Парохијско право Источне цркве;
- Узајамни односи између аутокефалних источних цркава, Черновице, 1867.

Његови студенти на поменутом Богословском факултету били су и познати српски богослови и научници - прота Лазар Мирковић, Атанасије Поповић, Радивој Јосић, и други.